# Платон Ангел
«Платон Ангел» — український телефільм, драма режисера Івана Войтюка, знятий за мотивами п'єси Олексія Коломійця «Дикий Ангел». Випущений 2011 року.

## Сюжет
Про українську родину, про землю, про святі і прості істини, на тлі найшанованішого свята в Україні — Різдва.
Сім'я Платона Микитовича Ангела — хірурга від бога і хранителя патріархальних сімейних цінностей — починає потроху розпадатись. Молодший син Павлик, студент-економіст другого курсу, таємно одружується з 18-літньою Ольгою. Дізнавшись про це, батько проганяє його з дому. Федір, середній син, закохався в одружену лікарку Клаву, про що ходять чутки в селі.
Старший син Петро, державний службовець, підписує дозвіл на масову забудівлю житлових масивів біля промислових підприємств, що розцінюється батьком як злочин. Вдобавок ще й магнати напосілись на землю Платона, на якій він мріє організувати етнографічний музей, і, щоб змусити Петра віддати ділянку, вирішують викрасти єдину Платонову доньку Таню, заманивши її кар'єрою моделі в Хорватії. Єдине, що зігріває душу старого Ангела в цей вважкий час — це спогади про колишнє сімейне благополуччя.
Конкуренти підпалюють хату, яка мала б стати частиною етномузею Ангелів, та підбивають Петра, який вирушає на місце пригоди, ледь не вбивши його. Пан Баган — конкурент Петра, пропонує йому позбутись невигідної ділянки, але той відмовляється. Тоді Баган за допомогою банди авторитетного злодія Сича, помічника депутата, який колись займався рекетом і грабунками, викрадає Таню і везе її за кордон.
За справу береться Платон Ангел, який телефоном вказує доньці, щоб вона симулювала апендицит і лягла до лікарні, де працює старий знайомий Платона Микитовича. Але злодії викрадають Таню з лікарні й накачують її клофеліном. Тоді батько наздоганяє на машині Федора Ікарус, який везе «моделей» за кордон і звільняє Таню. Петро, який в цей час уже готовий був підписати договір з Баганом, заради порятунку сестри, дізнається про те, що відбулось, і йде геть від зловмисників.
Через деякий час мрія Платона Микитовича здійснилась: етнографічний музей побудовано і він має багато відвідувачів. Лікарка Клава розлучилась зі своїм чоловіком і тепер живе з Федором. Петро змінив місце роботи. Павлик реалізував грант на самостійний бізнес-проект в Англії і повернувся до родини. Сім'я Ангелів знову збирається докупи.

## У ролях

### Сім'я Ангелів
- Богдан Ступка — Платон Ангел
- Ірина Дорошенко — Уляна
- Олексій Зубков — Петро, старший син Платона
- Дмитро Ярошенко — Федір, середній син Платона
- Ольга Лук'яненко — Таня, дочка Платона
- В'ячеслав Ніколенко — Павлик, молодший син Платона
- Наталя Доля — Ліда, дружина Петра
- Тимур Бабаєв — Микита, син Петра
- Майя Кузмішина — Світланка, дочка Петра

### Інші персонажі
- Євгенія Гладій — Клава, лікарка, дружина маляра
- Валерія Гуляєва — Оля, дружина Павлика
- Валентин Шестопалов — Крячко, сусід Платона
- Остап Ступка — маляр, чоловік Клави
- Олег Стальчук — Сич
- Георгій Дрозд — Баган
- Павло Піскун — Артур
- Вадим Скуратівський — викладач

### Сім'я Ангелів у спогадах
- Андрій Самінін — Платон в молодості
- Олена Гончарова — Уляна в молодості
- Андрій Скільський — Петро в дитинстві
- Оля Матковська — Таня в дитинстві
- Іван Бенькалович — Павлик в дитинстві

## Нагороди
- 2011 — II Трускавецький міжнародний кінофестиваль телевізійних фільмів «Корона Карпат». Трускавець. Перша премія за найкращу чоловічу роль (Богдан Ступка)
- 2012 — XXI Міжнародний кінофорум «Золотий витязь». Омськ (Росія). «Бронзовий витязь» у номінації «Телевізійні ігрові фільми»
- 2012 — 10-й Міжнародний фестиваль православного кіно «Покров» у Києві. Третя премія у номінації «Ігрове кіно»